# Церкария

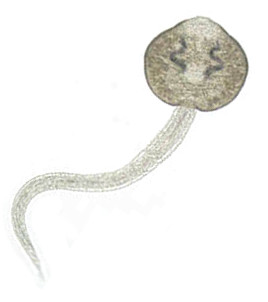
Церкария печёночного сосальщика Fascioloides magna

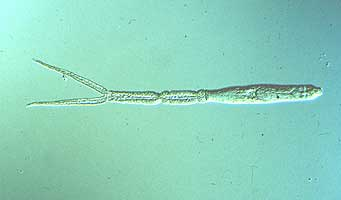
Фуркоцеркария Austrobilharzia variglandis

Церка́рия, или церка́рий (лат. cercaria, от др.-греч. κέρκος — хвост) — свободноплавающая личинка гермафродитного поколения дигенетических сосальщиков (Digenea, =Trematoda).

## Внешний вид и строение
Длина 0,3—1 мм. По общей форме тела и внутреннему строению напоминают взрослых двуусток, но отличаются от них присутствием большого и мускулистого плавательного хвоста на заднем конце тела (у некоторых видов раздвоенного (фуркоцеркарии) или с придатками по бокам), а также недоразвитыми (зачаточными) половыми органами. Как и двуустки, церкария обладает ротовой и брюшной присосками. Есть вилообразно разветвлённый кишечник, нервная система, иногда глазки, головные железы и хорошо развитые протонефридии.

## Развитие
Развитие церкария проходит в спороцисте или редии путём партеногенеза. Выйдя из тела первого промежуточного хозяина (моллюска), церкария плавает, после чего или превращается в адолескарию (например, у печёночной двуустки), или (у большей части трематод) активно внедряется с помощью головных желёз в тело второго промежуточного хозяина (беспозвоночного, рыбы или головастика), где отбрасывает хвост и инцистируется, превращаясь в метацеркарию.